# Полк Шарпа
«Полк Шарпа» — одна из серий английского исторического телесериала «Приключения королевского стрелка Шарпа» (en), снятая по мотивам  романа Бернарда Корнуэлла "Полк Шарпа", в ней показан вымышленный эпизод войны на Пиренейском полуострове.

## Описание сюжета
1813 год. Веллингтон терпит потери от французских войск. Полк Южный Эссекский несет большие потери и его хотят расформировать. Шарп не может этого допустить. Он отправляется в Англию за пополнением-2 батальоном Южного Эссекского, но прибыв на место вместе с сержантом Харпером, никого не обнаруживает.
Он отправляется в Лондон, чтобы узнать куда же делся его полк. Он получает приглашение от принца-регента. На приёме министр лорд Феннер
заверяет его, что полк существует только на бумаге, но Шарп ему не верит. На приёме он знакомится с леди Анной Камойн, которая тоже пострадала от лорда Феннера и хочет ему отомстить. Вечером того же дня на него нападут двое солдат в форме Южного Эссекского. С помощью своей подруги он распространяет слухи о том, что он и его сержант мертв. Вместе с Харпером он вновь вербуется в армию, чтобы узнать куда пропал его полк. Прибыв в лагерь он видит 2 батальон в полном составе. Командует им полковник Гирдвуд. Вскоре Шарп узнаёт, сэр Генри Симмерсон и Гирдвуд под покровительством лорда Феннера продают солдат из полка в другие полки за немалые деньги. Он решает, что пора сбегать, в чём ему помогает племянница Симмерсона Джейн  Гиббонс.
Шарп идёт к принцу-регенту, чтобы рассказать правду, но застать его Шарпу не удаётся, но он встречает старого друга Вильяма Лоуфорда и рассказывает ему о происходящем, но Лоуфорд рассказывает всё лорду Феннеру. Леди Камойн помогает Шарпу и говорит, что для того чтобы доказать вину Гирдвуда и Симмерсона нужны бухгалтерские книги, в которых есть счета по продаже солдат. Шарп возвращается в лагерь 2 батальона Южного Эссекского, но уже как офицер, приказывает взять Гирдвуда под арест, но не находит книг. Гирдвуд сбегает и забирает книги из дома Симмерсона. Когда Шарп приходит в дом сэра Генри, Гирдвуда там уже нет, а Джейн говорит, что он повёз их в Лондон. Шарп с Джейн беседуют и Джейн рассказывает Шарпу, что должна выйти за Гирдвуда, так как этого хочет дядя, что сэр Генри бьёт её. Шарп просит помочь ему найти книги в Лондоне и делает ей предложение.
Шарп уводит 2 батальон Южного Эссекского в Лондон. В Лондоне должно состояться представление (битва), перед началом которого Гирдвуд передает книги сэру Генри, который приказывает своему лакею их сжечь. Джейн находит Шарпа и говорит, что не смогла принести книги. Во время представления Шарп выводит свой полк на сцену и солдаты одевают на кивера знак принца Уэльского- три белых пера. Теперь они становятся полком Личных волонтёров принца Уэльского. Принц-регент восторгается Шарпом.
Во время суда, на котором решается дальнейшая судьба Шарпа, его хотят отправить в Австралию командовать охраной осуждённых. У Шарпа нет доказательств, чтобы доказать вину Гирдвуда и Симмерсона. Входит леди Камойн. она привезла бухгалтерские книги, спасённые от огня. Шарп оправдан и выражает желание служить под началом полковника Гирдвуда.
Выйдя с леди Камойн на улицу Шарп видит отъезжающую карету, в которой сидят Джейн и Гирдвуд. Шарп останавливает карету, выводит из неё Джейн и спрашивает подумала ли она над его предложением. Джейн соглашается выйти за него замуж, а леди Камойн Шарп дарит брошь в благодарность за помощь.

## В ролях
| Актёр              | Роль                  |
| ------------------ | --------------------- |
| Шон Бин            | Ричард Шарп           |
| Дара О’Мэлли       | Сержант Патрик Харпер |
| en:Джон Там        | рядовой Дэниел Хагман |
| en:Jason Salkey    | рядовой Харрис        |
| Абигайл Краттенден | Джейн Гиббонс         |
| Майкл Кохрейн      | сэр Генри Симмерсон   |
| Николас Фаррел     | лорд Феннер           |
| Каролин Лэнгриш    | леди Анна Камойн      |
| Джеймс Лауренсон   | генерал-майор Росс    |
| Марк Ламберт       | полковник Гирдвуд     |
| Джулиан Феллоуз    | принц-регент          |
| Норман Россингтон  | Горацио Хейверкамп    |